# Conclaaf van 1922

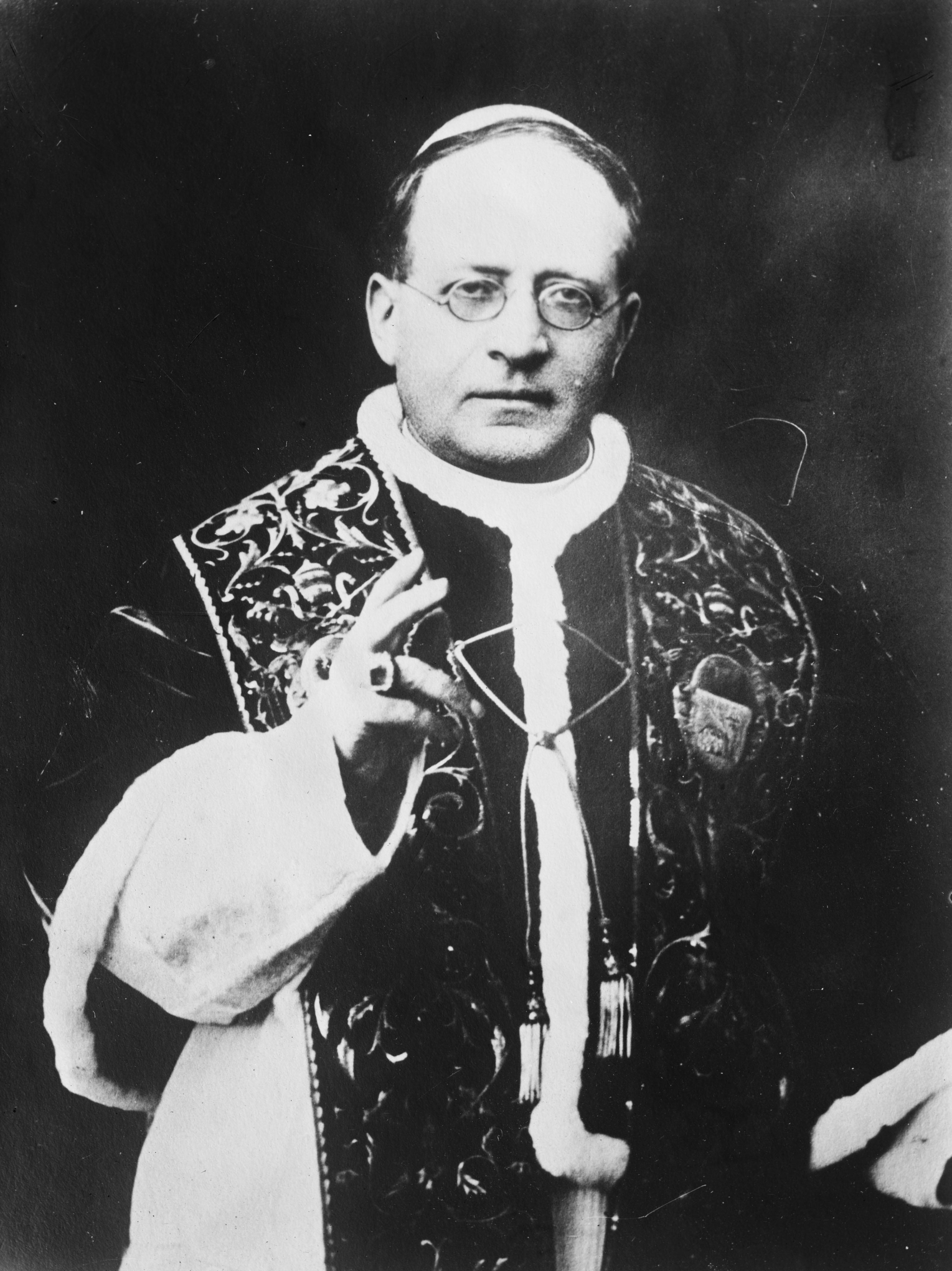
Paus Pius XI, de nieuwe paus

Het Conclaaf van 1922 vond plaats van 2 tot 6 februari 1922 na het overlijden van paus Benedictus XV op 22 januari 1922 en leidde tot de verkiezing van Achille Ratti tot paus Pius XI.

## Voorgeschiedenis
Het pontificaat van de overleden paus Benedictus XV werd gedomineerd door de Eerste Wereldoorlog en de nasleep ervan. Diverse malen had de paus de internationale machten opgeroepen een einde te maken aan het oorlogsgeweld en te streven naar een situatie waarin de “morele macht van het recht” zou zegevieren.
Begaan met het lot van de oorlogsslachtoffers riep Benedictus tevens op inzamelingen te houden om de gedupeerden te voorzien in hun eerste levensbehoeftes. Hij ging hierbij zelfs zover, dat hij de juwelen uit de Napoleon-tiara liet vervangen door gekleurd glas en de stenen doorverkocht. Zijn vrijgevigheid had er echter toe geleid, dat bij zijn dood de kardinaal-staatssecretaris Vincenzo Vannutelli genoodzaakt was geld te lenen voor de begrafenis en voor het komende conclaaf.,

## Conclaaf
Op het moment van overlijden van Benedictus bestond het College van Kardinalen uit 61 stemgerechtigden. Een van hen, Enrique Almarez y Santos -aartsbisschop van Toledo- overleed een dag na Benedictus. Van de overige 60 kardinalen namen er 53 deel aan het conclaaf, allen afkomstig uit Europa. Van de zeven niet aanwezige kardinalen hadden vier zich afgemeld wegens ziekte; de drie overigen -allen afkomstig uit Noord-Amerika- arriveerden pas in het Vaticaan toen het conclaaf afgesloten was.
Het conclaaf was een van de langste uit de moderne geschiedenis. Er waren veertien stemrondes nodig voordat kardinaal Ratti het benodigde aantal van twee derde van de stemmen op zich verenigd wist. De strijd ging volgens de reconstructie van de historicus Francis A. Burkle-Young aanvankelijk tussen twee integralistische kandidaten, Rafael Merry del Val en Pietro La Fontaine en twee meer moderne, liberale kandidaten, Pietro Gasparri en Pietro Maffi.
Tijdens het verloop van het conclaaf verschoven steeds meer stemmen van de beoogde kandidaten naar de relatief onbekende aartsbisschop van Milaan Achille Ratti, de pas in 1921 gecreëerde kardinaal, die kennelijk voor beide kampen een geschikte compromiskandidaat was.
Na zijn verkiezing nam Achille Ratti de naam Pius aan, enerzijds uit respect voor paus Pius X, die hem naar het Vaticaan had gehaald en anderzijds omdat hij met deze "naam van de vrede" zijn eerbied wilde uitdrukken voor zijn onmiddellijke voorganger, paus Benedictus XV.. De kroning vond plaats op 12 februari 1922 en werd uitgevoerd door kardinaal-protodiaken Gaetano Bisleti.

## Pontificaat
Het pausschap van paus Pius XI vond in zijn geheel plaats in de periode tussen beide Wereldoorlogen. Een van de belangrijkste wapenfeiten van Pius XI was de beëindiging van de zogenaamde "Romeinse kwestie", de situatie waarin pausen zichzelf beschouwden als gevangenen binnen het Vaticaan (Zie: Pius IX). De eerste aanzet hiertoe was door de nieuwe paus kort na zijn verkiezing al gegeven doordat hij zijn eerste zegen Urbi et Orbi vanaf het voorbalkon van de Sint Pietersbasiliek gaf; sinds 1870 hadden alle pausen de zegen steeds vanaf de binnenloggia, dus met de rug naar de wereld gegeven.